# Pans labyrint
Pans labyrint (originaltitel: El laberinto del fauno, 'faunens labyrint') är en mexikansk-spansk fantasyfilm från 2006, skriven och regisserad av Guillermo del Toro. Filmen hade Sverigepremiär 9 februari 2007. Den är en andlig uppföljare till del Toros The Devil's Backbone från 2001.

## Handling
Filmen handlar om den trettonåriga flickan Ofelia, som tillsammans med sin mamma flyttar upp i bergen där hennes man, falangistkaptenen Vidal, deltar i bekämpandet av den lokala kommunistiska motståndsrörelsen. Handlingen utspelar sig i maj–juni 1944, under Franco-regimens förföljelse av de kvarvarande motståndarna från spanska inbördeskriget.
Medan striderna fortgår upptäcker Ofelia en igenvuxen labyrint i närheten av deras bostad. Där möter hon labyrintens väktare, en faun (se originaltitelns El laberinto del fauno) från den romerska mytologin. Det är, enligt del Toro, inte alls den grekiska mytologins herdegud Pan – vilket man kan förledas att tro av filmens svenska eller engelska titel.
Faunen påstår att Ofelia är den underjordiska kungens bortkomna dotter, fast i en annan skepnad, och för att bekräfta detta utsätts hon för tre farliga uppdrag.

## Rollista i urval
- Ivana Baquero – Ofelia
- Sergi López – Kapten Vidal
- Maribel Verdú – Mercedes
- Doug Jones – Fauno/blek man
- Ariadna Gil – Carmen Vidal
- Álex Angulo – Doktor Ferreiro

## Om filmen
Vid filmfestivalen i Cannes fick filmen en 22 minuters stående ovation, en av de längsta i festivalens historia.
Filmsajten Rotten Tomatoes gav filmen poängen 95 procent, baserat på 229 omdömen med ett genomsnitt på 8.6 av 10. 
Filmen belönades med tre Oscar vid Oscarsgalan 2007, för bästa scenografi, bästa foto, samt bästa smink, och var dessutom nominerad i ytterligare tre kategorier (bästa filmmusik, bästa originalmanus, samt bästa icke-engelskspråkiga film). Den vann tre priser vid British Academy Film Awards (BAFTA-galan) 2006, för bästa icke-engelskspråkiga film, bästa smink och hår, samt bästa kostym.